# Vlasits Barbara
Vlasits Barbara (Veszprém, 1988. szeptember 20. –) magyar színésznő.

## Életpályája
Édesanyja fodrász, édesapja villanyszerelő. Testnevelés tagozatos általános iskolában tanult, majd 2007-ben érettségizett a Padányi Bíró Márton Római Katolikus Gimnáziumban. 2013-ban végzett a Kaposvári Egyetem színművész szakán. 2012-től a Pécsi Nemzeti Színház tagja.

## Filmes és televíziós szerepei
- Made in Hungária (2009)
- Karádysokk (2011)
- Nejem, nőm, csajom (2012)
- Egynyári kaland (2015)
- Felsős (2016)
- Alsós (2020)
- A Király (2022)

## Díjai és kitüntetései
- Szendrő József-díj (2019)